# Gérard Lopez (Geschäftsmann)
Gérard Lopez (* 27. Dezember 1971 in Esch an der Alzette) ist ein luxemburgisch-spanischer Unternehmer, Automobilrennfahrer, Fußballfunktionär und ehemaliger Formel-1-Rennstall-Besitzer.

## Leben und Karriere
Gérard Lopez wurde als Kind spanischer Eltern im Großherzogtum Luxemburg geboren und spielte in seiner Jugend unter anderem Fußball beim Erstligaklub CS Fola Esch, dessen Präsident er Jahrzehnte später (im Jahre 2007) auch wurde. Seine Ausbildung erhielt er unter anderem an der Miami University, von der er mit einem Bachelor in Management-Informationssysteme und Betriebsmanagement und Schwerpunkten in der Mathematik und Statistiken abging. Gleich im Anschluss an sein Studium gründete und betrieb er zahlreiche Unternehmen in den Vereinigten Staaten, darunter die Web-Entwicklungsfirma Icon Solutions oder das Leasingunternehmen ProLease. Vor allem mit dem frühen Webservice-Provider Icon Solutions galt Lopez als einer der Pioniere in der Web-Entwicklung. Beide Firmen verkaufte er bereits nach 18 Monaten erfolgreich und gewinnbringend.
1998 gründete er gemeinsam mit Mark Tluszcz und Hans-Jürgen Schmitz Mangrove Capital Partners, eine Risikokapitalanlagefirma, die in zahlreiche große Projekte, wie Skype, Lumension Security, WooMe oder Brands4friends, in deren Anfangszeit investierte. Während Brands4friends unter anderem Anfang 2011 für 150 Millionen Euro von eBay gekauft wurde und Mangrove Capital Partners als Hauptinvestor davon profitierte, gilt der Verkauf von Skype an eBay im September 2005 für 3,1 Milliarden US-Dollar als das erfolgreichste Investment des luxemburgischen Unternehmens. Im Laufe der Jahre investierte Lopez in weitere Unternehmen wie SecureWave, Convergex oder Wix.com, wobei er teilweise auch als CEO und anderen offiziellen Funktionen in den jeweiligen Unternehmen mitwirkte. Weiters sitzt er im Vorstand diverser Technologieunternehmen wie PrimeSphere, Quickcom Global Communications, Pulpsport, Sapiens Tech, Lumension Security, ZINK Imaging oder Cambridge Healthcare & Biotech und tritt in einigen davon auch als Präsident in Erscheinung.
Als er mit Mangrove Capital Partners an der Firma Gravity Sport Management beteiligt war, wurde er auch in den Motorsport involviert und trat als Fahrer für das Gravity-Racing-International-Team bei Langstreckenrennen an. Bereits zuvor war er als Fahrer bei Bergrennen aktiv, so unter anderem mit einem Lamborghini Miura, und nahm an der FIA-GT3-Europameisterschaft teil. 2008 gründete er zusammen mit seinem von Gravity Sport Management kommenden Landsmann Éric Lux die Investmentgesellschaft Genii Capital. Vor allem den Beziehungen von Lopez war es zu verdanken, dass Genii Capital Ende des Jahres 2009 75 Prozent der Anteile des Formel-1-Rennstalls Renault kaufte. Ein knappes Jahr später erwarb Genii Capital auch die restlichen 25 Prozent an dem Rennstall, der in weiterer Folge zahlreiche Namenswechsel vollzog und eine Vereinbarung mit Lotus traf. In weiterer Folge trat Lopez auch als Teamchef des Rennteams, das vom Großen Preis von Bahrain in der Saison 2010 bis zum Großen Preis von Abu Dhabi in der Saison 2015 in insgesamt 115 Rennen antrat, in Erscheinung. Mitte des Jahres 2013 wurde erstmals medial über die wirtschaftlichen Schwierigkeiten des Team berichtet. Ab dieser Zeit hatten manche Zulieferer die Belieferung des Team eingestellt und es gab diverse Gerichtsverhandlungen gegen das Rennteam. Aufsehen erregte auch die Beschlagnahmung Teile des Equipments während des Großen Preis von Belgien durch Gerichtsvollzieher. In weiterer Folge verkaufte Genii Capital 90 Prozent seiner Anteile am mittlerweile hochverschuldeten Rennstall im Dezember 2015 für den symbolischen Kaufpreis von einem Pfund Sterling zurück an Renault. Genii Capital blieb jedoch weiterhin durch das Gravity Sport Management in anderen Rennserien vertreten.
Seit Sommer 2015 ist Lopez auch CEO der privat geführten Nekton Group, die hauptsächlich in die Ölförderung in Russland investiert. Bereits im Herbst 2014 hatte er sich aus der Führungsetage von Mangrove Capital Partners zurückgezogen, die mit Michael Jackson wiederum einen neuen Partner an Land zogen. Zum Verdacht der Geldwäsche kam es während seiner Präsidentschaft auch bei CS Fola Esch, wobei vom Formel-1-Rennstall über eine von seinem Partner Éric Lux betreute Firma in Hongkong zwei Millionen Euro an den luxemburgischen Erstligisten überwiesen wurden. Wie Lopez bei der Präsentierung des neuen Renault Sport F1 Teams und des Boliden Renault R.S.16 Anfang Februar 2016 bestätigte, ist seine Investmentfirma Genii Capital, sowie auch er selbst als Privatperson, als Minderheitsaktionär am Rennstall beteiligt und sitzt auch in dessen Verwaltungsrat. Hierbei ist er vor allem für die Unternehmensstrategie bezüglich großer Partner und neuer Technologien zuständig, wobei er die strategische Planung mit anderen Verwaltungsratsmitgliedern teilt. Auch 2015 wurde Lopez von Wirtschaftsminister Etienne Schneider als Unternehmensvertreter zum informellen EU-Ministerrat für Wettbewerbsfähigkeit eingeladen. Mit seinen Investments ist Lopez vor allem in Lateinamerika, Afrika, Asien und Osteuropa vertreten.
Über die Unternehmen Kick Partners und Mangrove Sport Business Intelligence kümmert sich Lopez auch um das Image und den Transfer von Fußballspielern. In beiden Firmen arbeitet Lopez eng mit Marc Ingla, in den 2000er Jahren eine der führenden Persönlichkeiten beim FC Barcelona und von 2003 bis 2008 deren Marketingleiter, zusammen. Mitte Oktober 2016 wurde bekanntgegeben, dass exklusive Verhandlungen zwischen Lopez und dem Geschäftsmann und Filmproduzenten Michel Seydoux, dem Vorstandsvorsitzenden von OSC Lille, über eine Übernahme begonnen hätten. Bereits seit fast einem Jahr waren die beiden Seiten in Verhandlungen, nachdem das luxemburgische Konsortium die französischen Erstligisten Olympique Marseille, Girondins Bordeaux und OSC Lille als Vereine mit interessanten Profilen für eine mögliche Übernahme ausgewählt hatte. Lange Zeit sah es dabei nach einer Übernahme des Klubs aus der Küstenstadt Marseille aus, worüber auch medial oftmals berichtet wurde. Nachdem die Verhandlungen mit Lille jedoch nie abbrachen und weitestgehend im Geheimen stattfanden, wurde er am 26. Januar 2017 offiziell als Eigentümer und neuer Präsident von LOSC bekanntgegeben. Dabei übernahm er 95 % der Anteile des Klubs. Nach der Übernahme wurde unter anderem auch Marc Ingla als Directeur Général des Vereins verpflichtet.
Beim OSC Lille strebt Ingla seitdem die beim FC Barcelona implementierten Managementmethoden – trotz eines bescheideneren finanziellen Rahmens des französischen Klubs – an. Im Mai 2017 präsentierte er das Konzept des neuen Projekts des Vereins mit dem Titel LOSC Unlimited, das insbesondere auf einer verstärkten Medienberichterstattung über den Verein, einer damit einhergehenden stärkeren internationalen Präsenz und der Rekrutierung von jungen und vielversprechenden Spielern beruht. In weiterer Folge wurde auch der Portugiese Luís Campos, der als Trainer mehrerer portugiesischer Vereine sowie als Scout und Sportdirektor verschiedener Klubs bestens vernetzt ist, als neuer Sportdirektor von LOSC präsentiert. Davor trat er noch als Conseiller Sportif du Président, also als Berater des Vereinspräsidenten, in Erscheinung.
Mitte Juli 2020 übernahm Lopez die Anteile am belgischen Erstdivisionär Royal Excel Mouscron. Lille und Mouscron würden nunmehr kooperieren. Da es in Frankreich keinen Wettbewerb für Reservemannschaften gebe, hätten Nachwuchsspieler von Lille die Möglichkeit, sich bei Mouscron zu entwickeln. Aber auch belgische Nachwuchsspieler sollen in Mouscron gefördert werden.
Im Juli 2021 erwarb er die Mehrheit beim portugiesischen Erstligisten FC Boavista. Sein Anteil an der Boavista AG beträgt 50,78 %. 2025 meldete der Club Insolvenz an.

## Privates
Gérard Lopez hat seinen Hauptwohnsitz in Bad Mondorf und besitzt 85 Autos, die er in einer Halle in einem Luxemburger Gewerbegebiet untergebracht hat. Er besaß einst die größte Lamborghini-Sammlung der Welt, ehe er sämtliche dieser Autos verkaufte. Im Sommer 2014 wurde seine Freundin Stéphanie Turci in ihrer Wohnung in der französischen Stadt Mexy entführt, daraufhin in einer Hütte festgehalten und erst nach Tagen in der Wildnis freigelassen. Lopez war bei der Entführung ebenfalls in der Wohnung seiner Freundin und wurde ebenfalls von den Entführern mit vorgehaltener Waffe bedroht. Er spricht fließend Englisch, Spanisch, Französisch, Deutsch, Italienisch, Portugiesisch und Luxemburgisch.